# برغونية فرانش كونتيه
برغونية فرانش كونتيه (بالفرنسية: Bourgogne-Franche-Comté)‏ [buʁɡɔɲ fʁɑ̃ʃ kɔ̃te] هي منطقة في شرق فرنسا وإحدى مناطق فرنسا،
ناتجة عن الدمج الإداري بين منطقتين سابقتين برغونية وفرانش كونتيه. ويبلغ عدد سكانها 820 940 نسمة في عام 2015 فيها ثماني إدارات: كوت دور، دو،  سون العليا، جورا، نيفر، سون ولوار، يون وإقليم بلفور.
أكبر مدنها هي ديجون، مقاطعة المنطقة، وبزنسون، مقر المجلس الإقليمي. الخدمات الإقليمية الكبيرة للدولة مقسمة بين هاتين المدينتين.

## التسمية
في فبراير 2016 ، أطلق المجلس الإقليمي مشاورة محلية عبر الإنترنت حيث يمكن لمستخدمي الإنترنت تقديم مقترحاتهم ؛ بحلول تاريخ إغلاق 13 مارس 2016، شارك 1461 شخصاً واختار ما يقرب من 71٪ من الأصوات حفظ التسمية بدلاً من المقترحات الأخرى .
بعد هذه المشاورة، أكدت الجمعية الإقليمية هذا الخيار بالإجماع وأحالت الاقتراح إلى الحكومة التي وافقت عليه بموجب مرسوم في مجلس الدولة، قبل 1 يوليو 2016.

## الموقع
تقع المنطقة في الجزء الشمالي الشرقي لفرنسا. يحدها مناطق والشرق الكبير في الشمال، و إيل دو فرانس وسانتر-فال دو لوار في الغرب، أوفيرن-رون ألب في الجنوب، وتشترك في الحدود مع سويسرا من الشرق.
منطقة برغونية فرانش كونتيه، الناتجة عن دمج سلطتين محليتين (برغونية وفرانش كونتيه) قررت في إطار الإصلاح الإقليمي لعام 2014 ، تغطي 47 784 كم 2 إنها سادس أكبر منطقة من بين ثلاثة عشر منطقة في فرنسا الكبرى، وبالتالي فهي تتمتع بأرض مماثلة في الحجم مثل بلدان مثل سلوفاكيا أو سويسرا أو إستونيا.

## أعلام
- أندريه دو رييه
- مارغريت من بورغندي
- ارمينغارد من أنجو

## وسائل الإعلام
- راديوBIP